# Valera (municipalité)
Pour les articles homonymes, voir Valera.
Valera est l'une des vingt municipalités de l'État de Trujillo au Venezuela. Son chef-lieu est Valera. En 2011, la population s'élève à 136 129 habitants.

## Géographie

### Subdivisions
La municipalité est divisée en six paroisses civiles avec, chacune à sa tête, une capitale (entre parenthèses) :
- Juan Ignacio Montilla (Juan Ignacio Montilla) ;
- La Beatriz (La Beatriz) ;
- La Puerta (La Puerta) ;
- Mendoza (Mendoza) ;
- Mercedes Díaz (Mercedes Díaz) ;
- San Luis (San Luis).